# Репниково (Московская область)

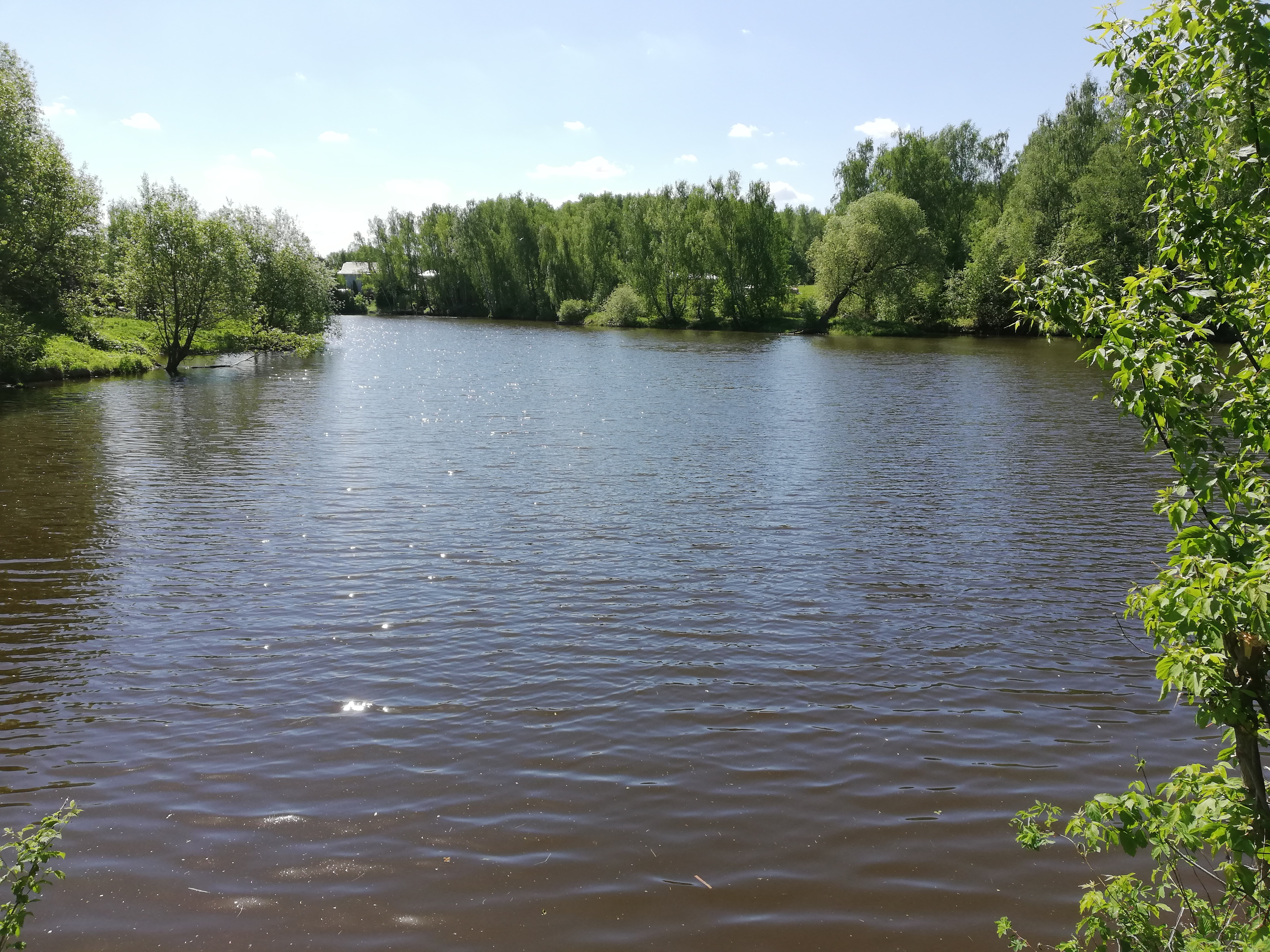
Река Берёзовка в деревне

Репниково — деревня в Чеховском районе Московской области, в составе муниципального образования сельское поселение Стремиловское (до 28 февраля 2005 года входила в состав Стремиловского сельского округа), деревня связана автобусным сообщением с райцентром и соседними населёнными пунктами.

## Население
| 2002 | 2006 | 2010 |
| ---- | ---- | ---- |
| 8    | →8   | ↗25  |

## География
Репниково расположено примерно в 4 км на северо-запад от Чехова, на безымянном ручье бассейна реки Челвенка (левый приток Лопасни), высота центра деревни над уровнем моря — 176 м. На 2016 год в Репниково зарегистрированы 8 улиц, 1 ТСЖ и 4 садовых товарищества.